# Adolf z Essen
Adolf z Essen OCart. (ur. ok. 1350, zm. 4 czerwca 1439 w Trewirze) – niemiecki kartuz.

## Biografia
Adolf z Essen urodził się ok. 1350 roku. Pochodził z westfalskiej rodziny szlacheckiej. Studia prawdopodobnie odbył w Kolonii. W latach 1409–1415 był przeorem kartuzów w Klasztorze św. Albana Trewirze. Na prośbę księcia Karola II, księcia Lotaryngii i jego żony Małgorzaty założył nową kartuzję w pobliżu Sierck-les-Bains, na której czele stał do roku 1421. Po 1421 wrócił do Trewiru. W 1433 przeniesiono go do kartuzji w Liège. Do Trewiru powrócił w 1437 roku. Adolf z Essen rozpowszechniał zreformowaną przez bł. Dominika z Prus formę modlitwy różańcowej. Napisał biografię swej duchowej córki księżnej Małgorzaty, żony księcia Karola II. Adolf zmarł w Trewirze podczas epidemii dżumy w 1439 roku.